# Salto del Guairá
Salto del Guairá este un oraș din departamentul Canindeyú, Paraguay.